# بونايل
بلدية بونايل (بالإسبانية: Buniel)‏, هي إحدى بلديات مقاطعة برغش, التي تقع في منطقة قشتالة وليون, والتي تقع في شمال غرب إسبانيا.
يبلغ عدد سكانها 174 نسمة وفقاً لإحصائية سنة (2002).